# Pat Glass
Patricia Glass (née le 14 février 1957) est une femme politique du parti travailliste qui est députée de North West Durham de 2010 à 2017.

## Jeunesse et carrière
Elle est née à Esh Winning, dans le comté de Durham. Avant de devenir députée, Glass occupe divers postes au sein des autorités éducatives locales et devient conseillère gouvernementale en éducation spécialisée et directrice adjointe de l'éducation à Sunderland et à Greenwich .
Glass est élue conseillère du conseil de la paroisse de Lanchester en 2007. Par la suite, elle est choisie comme candidate parlementaire du Parti travailliste pour North West Durham, à la suite de Hilary Armstrong qui prend sa retraite aux élections générales de 2010.

## Carrière politique
Glass est élue à la Chambre des communes lors des élections générales de 2010 comme députée de North West Durham. Elle siège au Comité spécial de l'éducation.
En septembre 2015, elle est nommée ministre de l'Éducation de l'ombre avec la responsabilité de la garde des enfants par le chef du Parti travailliste nouvellement élu, Jeremy Corbyn . Le 5 janvier 2016, elle est nommée ministre de l'Europe de l'ombre après que Corbyn ait mené le premier remaniement de son cabinet fantôme .
Glass joue un rôle de premier plan dans la campagne du Labour pour rester dans l'UE lors de la campagne référendaire de juin 2016.
Elle est nommée secrétaire à l'éducation fantôme le 27 juin 2016 par Jeremy Corbyn, mais démissionne deux jours plus tard après avoir annoncé qu'elle se retirerait aux élections générales suivantes .
Glass ne se représente pas lors de l'élection générale anticipée de 2017, citant le «référendum meurtrier» comme une cause majeure .

## Vie privée
Glass vit avec son mari Bob à Lanchester, dans le comté de Durham. Bob Glass siège au conseil du comté de Durham de 2013 à 2017 en tant que conseiller du quartier de Delves Lane . Son frère Martin Gannon est conseiller au conseil de Gateshead et est actuellement chef du conseil .